# Spectrum (Florence and the Machine)
Spectrum è un singolo del gruppo musicale britannico Florence and the Machine, il quarto estratto dal secondo album in studio Ceremonials e pubblicato il 5 luglio 2012.

## Descrizione
Spectrum fu presentata in anteprima con altre due canzoni dell'album, Never Let Me Go e Heartlines, al New York's Creators Project il 15 ottobre 2011, due settimane prima della pubblicazione di Ceremonials. La Island Records ha pubblicato Spectrum come quinto singolo estratto dall'album il 5 luglio 2012 e successivamente ha pubblicato un EP contenente quattro remix del brano prodotti da DJ noti come Calvin Harris.

## Video musicale
Il video musicale è stato pubblicato su YouTube, attraverso il canale VEVO dei Florence and the Machine, il 30 maggio 2012. È stato diretto da David LaChapelle e Johnny Byrne.

## Tracce
Download digitale
1. Spectrum – 5:11 (Florence Welch, Paul Epworth)

Download digitale – Remixes
1. Spectrum (Say My Name) (Calvin Harris Remix) – 3:38
2. Spectrum (Say My Name) (AlunaGeorge Remix) – 3:30
3. Spectrum (Say My Name) (Maya Jane Coles Remix) – 5:01
4. Spectrum (Say My Name) (Taito Tikaro and Flavio Zarza Remix) – 7:26

## Classifiche
| Classifica        | Posizione massima |
| ----------------- | ----------------- |
| Australia         | 4                 |
| Belgio (Fiandre)  | 2                 |
| Belgio (Vallonia) | 9                 |
| Danimarca         | 35                |
| Francia           | 137               |
| Germania          | 54                |
| Nuova Zelanda     | 2                 |
| Regno Unito       | 1                 |
| Paesi Bassi       | 55                |
| Svezia            | 36                |
| Ungheria          | 1                 |